# Synagoga Icka Orzecha w Łodzi
Synagoga Icka Orzecha w Łodzi – prywatny dom modlitwy znajdujący się w Łodzi przy ulicy Żurawiej 4.
Synagoga została zbudowana w 1911 roku z inicjatywy Icka Orzecha. Podczas II wojny światowej hitlerowcy zdewastowali synagogę.